# Nina Astner
Nina Astner (* 24. Juli 2000) ist eine österreichische Skirennläuferin. Sie ist auf die technischen Disziplinen Riesenslalom und Slalom spezialisiert. Sie gehört seit der Saison 2023/24 dem Ski Austria B-Kader an.

## Karriere
Ihr internationales Renndebüt feierte Astner am 26. November 2016 bei einem Juniorenrennen in Pfelders in Südtirol. Einen ersten Achtungserfolg erzielte sie zum Abschluss ihrer ersten aktiven Saison, als sie bei den österreichischen Meisterschaften im Slalom auf Rang 9 fuhr.
2019 trat Astner erstmals bei Juniorenweltmeisterschaften an. Im Val di Fassa erreichte sie den 14. Platz im Riesenslalom, im Slalom schied sie bereits im ersten Durchgang aus. Dieses Ergebnis konnte sie bei den darauffolgenden Juniorenweltmeisterschaften sogar noch steigern, in Narvik wurde sie Neunte. Zu weiteren Starts kam es nicht, da die Weltmeisterschaften aufgrund der Coronavirus-Pandemie abgebrochen wurden. Im Mai 2020 stürzte Astner beim Training in Sölden und zog sich dabei einen Riss des vorderen Kreuzbandes, Riss des Innenmeniskus und Einriss der Syndesmose zu. Dadurch musste sie die Saison 2020/21 aussetzen.
Zu Beginn der Europacupsaison 2021/22 gelangen Astner trotz der verletzungsbedingten Pause erstmals konstante Platzierungen in den Top 10. Aufgrund dieser Leistungen durfte sie am 21. Dezember 2021 beim Riesenslalom von Courchevel ihr Weltcupdebüt geben, wobei sie sich jedoch nicht für den zweiten Durchgang qualifizieren konnte. Die Europacupsaison schloss sie als vierte der Riesentorlaufwertung ab. Sie verpasste dabei den dritten Platz und damit einen Fixstartplatz im Weltcup für die Folgesaison um nur acht Punkte. Ihre ersten Weltcuppunkte gewann sie am 7. Januar 2023, als sie beim Riesenslalom von Kranjska Gora auf Platz 26 fuhr.
Am 6. Dezember 2023 feierte Astner ihren ersten Sieg im Europacup, sie gewann den Riesenslalom in Zinal. Die Saison musste sie jedoch nach einem Sturz im Februar vorzeitig beenden.
In der Saison 2024/25 konnte Astner nahtlos an die Erfolge des Vorjahres anschließen. Durch Siege bei den Europacuprennen in Puy-Saint-Vincent und Oberjoch konnte sie die Riesenslalomwertung für sich entscheiden, wodurch sie einen Fixstartplatz für die Weltcupsaison 2025/26 außerhalb des Nationenkontingents erhält.

## Erfolge

### Weltcup
- 1 Platzierung unter den besten 30

### Juniorenweltmeisterschaften
- Val di Fassa 2019: 14. Riesenslalom, DNF Slalom
- Narvik 2020: 9. Riesenslalom.

### Europacup
- Saison 2021/22:4. Riesenslalomwertung
- Saison 2023/24: 5. Riesenslalomwertung
- Saison 2024/25: 1. Riesenslalomwertung
- 7 Podestplätze, davon 3 Sieg:

| Datum            | Ort               | Land        | Disziplin    |
| ---------------- | ----------------- | ----------- | ------------ |
| 6. Dezember 2023 | Zinal             | Schweiz     | Riesenslalom |
| 10. Januar 2025  | Puy-Saint-Vincent | Frankreich  | Riesenslalom |
| 9. Februar 2025  | Oberjoch          | Deutschland | Riesenslalom |

### Australian New Zealand Cup
- 1 Sieg:

| Datum             | Ort          | Land       | Disziplin |
| ----------------- | ------------ | ---------- | --------- |
| 2. September 2023 | Coronet Peak | Neuseeland | Slalom    |

### Weitere Erfolge
- 6 Siege bei FIS-Rennen